# Tintahalak
A tintahalak (Sepiida) a fejlábúak osztályának egy rendje. Legismertebb képviselőjük a közönséges tintahal. A tintahal belső vázas lábasfejű, nyolc rövidebb nyúlvány és két fogókar keretezi a fejét: ezekkel ejti el a zsákmányát. A kifejlett egyedek testhossza 15–25 cm. A tintahalak  kis kagylókkal, rákokkal, garnélákkal, halakkal, polipokkal, férgekkel és egyéb lábasfejűekkel táplálkoznak. A ragadozóik közé a delfinek, a cápák, a nagyobb halak,  a fókák és nagy testű polipok tartoznak. Várható élettartamuk egy-két év.
A tintahalakat gyakran nevezik a tenger kaméleonjának, ugyanis gyorsan képes változtatni a bőrük színét tetszés szerint. A színváltoztatás sokkal bonyolultabb és sokszínűbb a kaméleonnál. Bőrük gyakran szinte villog, a gyorsan változó minta esetleg kommunikációs módszer is lehet, de szolgálja az álcázást is más ragadozók elől. Ez a színváltoztató funkció piros, sárga, barna, fekete pigmentált színekből áll. A tintahal szeme az egyik legbonyolultabb az állatvilágban. A lábasfejűek szeme alapvetően különbözik a gerincesekétől, így az emberekétől is.

## Rendszerezés
A rendbe az alábbi alrendek és családok tartoznak:
- †Vasseuriina alrend
  - †Vasseuriidae
  - †Belosepiellidae

- Sepiina alrend
  - †Belosaepiidae
  - Sepiadariidae
  - törpeszépiák (Sepiidae)